# Spazio geografico
Lo spazio geografico è un concetto utilizzato dalla geografia per definire lo spazio fisico organizzato da parte della società o meglio dall'organizzazione della società vista da un’ottica spaziale. Lo spazio fisico è il luogo nel quale gruppi umani si relazionano con l'ambiente, quindi è una costruzione sociale, che viene studiata come concetto geografico di paesaggio nelle sue distinte manifestazioni (paesaggio naturale, paesaggio umanizzato, paesaggio agrario, paesaggio industriale, paesaggio urbano, etc.). Si usa anche il termine territorio. 

## Descrizione
Dal punto di vista dello studio sull'organizzazione della società, il termine spazio geografico fa riferimento ' all'organizzazione economica, politica e culturale della società osservata da un punto di vista geometrico, come un insieme di nodi (città); linee (infrastrutture di trasporto e comunicazione); aree (utilizzo del suolo, luoghi); flussi (scambio di informazioni, mercanzie); gerarchie (quartieri di città e luoghi) e diffusione. Questa ultima definizione è strettamente legata alla tradizione dell'analisi spaziale in geografia.
Lo spazio geografico non si limita solo all'analisi dei territori ma vuole proporre soluzioni alle diseconomie, ai problemi, alle caratteristiche negative all'interno dei territori.
Secondo Jean Tricartː "Nel suo senso più ampio, lo spazio geografico è l'epidermide del pianeta Terra". Lo spazio geografico possiede due dimensioni fondamentali, la localizzazione e l'ecologia. Così si definiscono due grandi sistemi che interagiscono tra loro e che formano lo spazio geografico. Questa definizione raggruppa tre delle principali tradizioni di ricerca geografica: l'analisi spaziale, la paesaggistica e l'ecologia-ambientale.

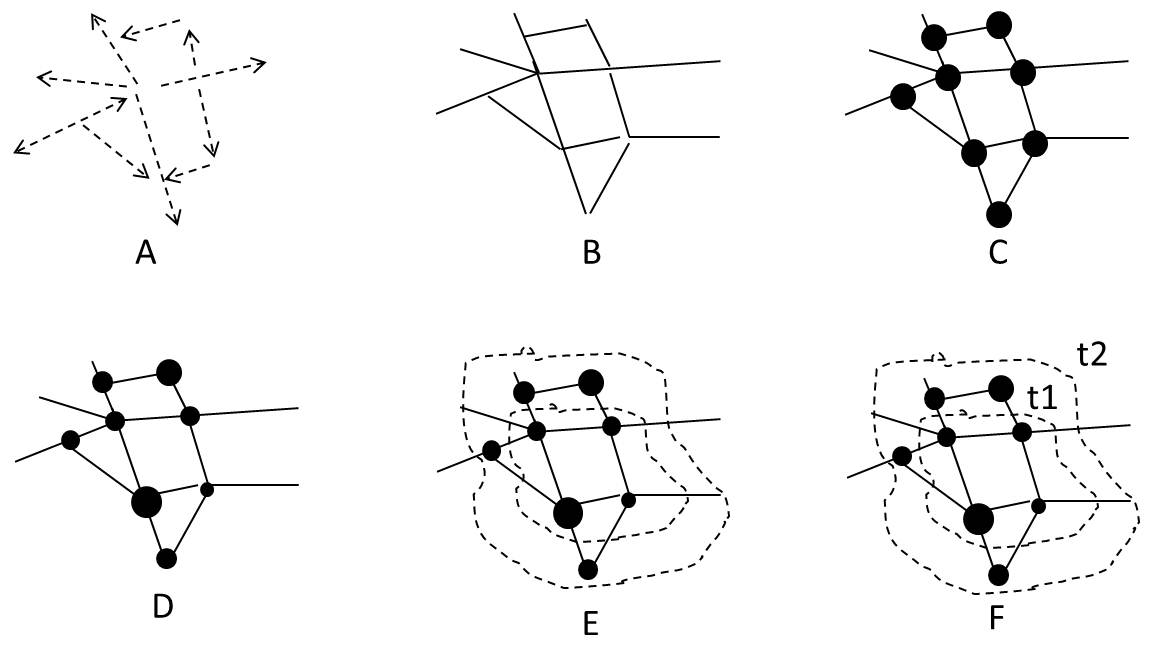
Spazio geografico come un insieme di: A) Flusso, B) Linea o Canale, C) Nodi, D) Gerarchie, E) Aree o Superfici e F) Diffusioni

Da un punto di vista storico e nella sua concezione come spazio fisico e paesaggistico, lo spazio geografico è cumulativo, in quanto possiede le tracce delle diverse società che l'organizzarono nel processo storico. In molte regioni ed in antiche città si sovrappongono spazi organizzati da società che si succedettero nei successivi periodi storici(Preistoria, storia antica, Medioevo, Storia Moderna o Storia Contemporanea, dell'Antico Regime o dell'era industriale); a tutto ciò c'è da aggiungere che, nell'attualità sta prendendo forma una nuova organizzazione di spazio, prodotto dalla società dell'informazione o dalla conoscenza.

### Livelli e prospettive sullo spazio geografico
Lo spazio geografico possiede differenti livelli d'analisi, da quello globale, spazio-mondo, fino a quello locale, spazio delle identità culturali.
Tre visioni dello spazio geografico sono necessarie per interpretarlo; la biotica, l'abiotica e l'antropica.
Lo spazio geografico è l'oggetto di studio della geografia, ma per la sua spiegazione, interpretazione e generalizzazione si richiede una visione transdisciplinare o interdisciplinare.
Ogni momento, produce le sue forme di organizzazione, ossia la sua “logica spaziale”, razionale per ogni epoca.
Quelle porzioni di spazio geografico che si trovano sotto un ordine amministrativo portano il nome di territorio, formato da municipi, e distinte unità superiori, che possono avere validità naturali, storiche o amministrative, come le contee, le province e le regioni (la cui difficile definizione non impedisce che la geografia regionale sia la base tradizionale del lavoro geografico); le entità superiori (nazioni o stati) solitamente troppo grandi per possedere uniformità da un punto di vista geografico dalla geografia fisica, ma ciò nonostante sono elementi principali dell'organizzazione, gli studi accademici e quelli di divulgazione. Le entità sovranazionali (continenti), e l'insieme delle terre emerse e gli oceani, sarebbero la categoria precedente alla considerazione di una geografia planetaria. La possibilità che offrono le recenti scienze planetarie (esobiologia ed astrogeologia) permetteranno ad un certo punto studi geografici interplanetari.
L'analisi geografica dello spazio geografico può svilupparsi da diverse prospettive; dalla teoria della localizzazione; dalla geografia storica; dalle tecnologie; dagli insiemi spaziali; dalla configurazione delle reti ed i movimenti, o a partire dal dualismo tra spazi urbani e spazi rurali.
Nell'attualità, l'analisi dello spazio geografico ha presentato la globalizzazione della società, una dicotomia. Da un lato, lo spazio mondiale, caratterizzato da reti e flussi globali e, dall'altro, lo spazio dei luoghi, delle regioni, delle città e delle identità culturali. Così, lo spazio geografico viene osservato tra globale e locale. Deve essere inteso come un esempio, un fatto sociale, così come storia e struttura; ed oggi giorno, come uno spazio totale
Uno dei diversi problemi che possiamo trovare in questa definizione, è la sua accettazione da parte dei geografi tradizionalisti, che vedono nel termine una sostituzione dell'oggetto di studio della geografia, che è lo spazio. Ma nonostante tutto, la proposta si mostra come un'alternativa per quelli che fanno dell'uso della geografia una teoria ed una metodologia che può fornire nuove forme di concettualizzarlo.

### Lo spazio geografico: nelle distinte scuole geografiche
I greci già parlavano dell'ecumene, riferendosi, in tal caso, all'insieme del mondo conosciuto da una cultura, a quella porzione di Terra permanentemente abitata, la quale si relaziona strettamente con la geografia umana. Si considera la Terra come abitata della specie umana e si mette in discussione il rapporto di interdipendenza tra l'umanità ed il suo habitat. Il punto di vista geografico si confonde con quello etnografico per passare a delimitare le sue zone abitate, dando luogo ad altre ecúmenes, oltre quella greca.
Il riconoscimento della Terra li porta a conoscere altri spazi, deserti ed abitati, ed altri modi d'abitare. La cartografia contribuisce a precisare le localizzazioni e le distribuzioni; le scuole geografiche nazionali sviluppano i loro interessi e i loro metodi. La teoria di una sola ecúmene nella Terra scompare anche se si continua con alcune teorie filosofiche, come nel caso di Kant che nell'esporre il dovere del cittadino trova che abitare la Terra è comportarsi come un cittadino del mondo.
Il problema dell'ecumene si riformula nella geografia umana nella quale Vidal della Blache impiega la parola per denominare la relazione della Terra con l'umanità:
(Paul Vidal della Blache, Principes di géographie humaine, 1921)
L'evoluzione di una umanità divisa in ecumeni distinte per una sola ecumene unita dà luogo al principio di unità terrestre che fonda la geografia umana.
Max Sorre Sviluppa questo concetto della “ecumene unita” di Vidal de la Blache ed arriva a dire che la Terra è innanzitutto un habitat nel senso biologico, dove il genere umano vive e si riproduce, dividendosi in sé stesso in razze adattate a mezzi differenti (determinismo geografico, opposto al possibilismo). Si inizia ad intravedere uno spazio che preoccupa la società. Max Sorre fa dell'ecumene una nozione chiave della geografia umana.
Anni più tardi, seppur sembra essere giunti alla fine della geografia classica, O. Dollfus, la riscopre cercando di ridurre quelli che tentano riformulare il progetto geografico: 
(O. Dollfus)
A. Berque propone di estendere la relazione ecologica tra uomo e Terra abitabile ad una riflessione ontologica che considera il carattere umano della Terra e le fondamenta della terra dell'umanità. Tutti i punti dello spazio geografico si localizzano nella superficie della Terra, definendosi per le sue coordinate ed altitudine, ma anche per la sua postazione. Come spazio localizzato, lo spazio geografico.
Nell'analisi dello spazio geografico, si parte da quello presente, visibile, per capire l'importanza dell'eredità e la velocità delle evoluzioni, per decifrare i sistemi che sono le strutture che agiscono sopra lo spazio. L'analisi di un paesaggio urbano è rivelatore della sua storia e delle sue condizioni di sviluppo, e mostra il peso del passato nell'organizzazione dello spazio urbano nell'epoca contemporanea. Sono stati effettuati diversi tentativi di classificazione degli spazi geografici e il criterio fondamentale che è stato seguito è di ordine spaziale anche se altre classificazioni potrebbero basarsi sul clima o inclusi nei livelli di sviluppo (paesi sviluppati o paesi in via di sviluppo). L'analisi e la comprensione dei fenomeni localizzati in uno spazio geografico avvengono tramite l'uso di documenti cartografici dove sono selezionati elementi distinti secondo le scale utilizzate. L'azione umana tende a trasformare il mezzo naturale in mezzo geografico, ed anche se la storia umana sia minima per la storia della Terra, detiene una posizione principale per la spiegazione e comprensione dello spazio geografico.

### Vedere anche
- Spazio urbano, centro urbano o area urbana.
- Spazio periurbano.
- Spazio rurale.
- Sintassi dello spazio, ossia un approccio geografico che copre un insieme di teorie e tecniche per l'analisi di configurazioni spaziali.
- Modi di organizzazione dello spazio terrestre, secondo Pierre George, l'organizzazione dello spazio è un evento per rispondere alle necessità della comunità locale.
- Spazio regionale, uno dei problemi classici della geografia.
- Localizzazione geografica.